# Andrius Kubilius
Andrius Kubilius (Vilna, 8 de diciembre de 1956) es un físico y político lituano. Actualmente es Comisario europeo de Defensa y Espacio en la Segunda Comisión Von der Leyen. Fue primer ministro de Lituania desde el 9 de diciembre de 2008 hasta el 22 de noviembre de 2012. También ocupó este cargo entre 1999 y 2000.